# Болеславський Ісаак Єфремович
Ісаак Єфремович Болеславський (* 9 червня 1919, Золотоноша — † 15 грудня 1977 Мінськ) — радянський гросмейстер, претендент на світову першість, шаховий теоретик і тренер.

## Біографія
Народився у єврейській родині. Навчився грати в шахи з 9 років.
Тричі поспіль Ісаак Болеславський вигравав чемпіонати України 1938, 1939, 1940 років. У 1940 дебютував в чемпіонаті СРСР і поділив 5—6-і місця з Михайлом Ботвинником, але поступився йому в особистій зустрічі і з тих пір мріяв узяти реванш. Згодом він згадував, які плани виношував 27-річний честолюбний майстер: 
| «Ось я і вирішив, що при систематичній роботі над собою зможу виграти і у нього. Не так страшний біс, як його малюють. Програш Ботвиннику двох партій в матч-турнірі 1941 року, а також в XIV чемпіонаті СРСР чотири роки потому, мене анітрохи не протверезили. Мені здавалося, що я розумію гру Ботвинника, бачу її сильні та слабкі сторони. Я почав готуватися до зустрічі з ним. Розумів, звичайно, що це шахіст зовсім іншого стилю, ніж мій стиль тих років. Але вважав, що і у мене є шанси на перемогу». |
Наступні 10 років Болеславський постійно покращував свої результати: у матчі-турнірі на звання абсолютного чемпіона СРСР (1941) зайняв 4-е місце, чемпіонати СРСР: 1944 — 3-і, 1945 і 1947-2-е і, нарешті, в 1950 — вершина спортивних досягнень — в турнірі претендентів на світову першість він розділив 1-2-і місця з Давидом Бронштейном. Був призначений додатковий матч між ними, і тут Болеславський допустив психологічну помилку — готуючись до матчу з Бронштейном, він весь час думав про матч з Ботвинніком! Всього одним очком поступився він Бронштейну (6,5:7,5), але ціна цього очка була величезною — матч за звання чемпіона світу, який так і залишився мрією. Багатьох сучасників привертав комбінаційний стиль гри Болеславського.
Брав участь в турнірі претендентів (Цюрих, 1953), успішно грав у ряді турнірів — Бухаресті (1953), Стокгольмі (1964), Дебрецені (1961).
Проте все більшу схильність проявляв він до тренерської роботи. У 37 років Ісаак Болеславський був секундантом Василя Смислова на переможному для Смислова турнірі претендентів (1956), а три роки потому за допомогою до нього звернувся Тигран Петросян. Їх співдружність була довгою і плідною. У 1963 Петросян переміг Михайла Ботвинника і став чемпіоном світу, а 3 років потому відстояв титул в боротьбі з Борисом Спаським.
Болеславський мав феноменальну пам'ять, енциклопедичні пізнання, доброзичливість і скромність. Бронштейн називав його «справжнім художником шахів» і вважав одним з найгостріших радянських шахістів.
Болеславський помер у віці 57 років.
Один з його друзів і учнів гросмейстер Олексій Суетін писав в журналі «Шахи в СРСР»: 
| «Болеславський був людиною виняткової скромності і великої культури. Якщо важко уявити собі Болеславського без шахів, то просто неможливо уявити його без книжки. Він прекрасно знав історію, класичну літературу, поезію. Справді новаторськими виявилися його чудові дебютні системи в сіцілійському і староіндійському захистах, його дослідження, що збагатили ряд інших актуальних дебютів. Глибокі за змістом книжки, дотепні аналізи в шаховій періодиці давно вже зробили Ісаака Болеславського одним з провідних теоретиків у світі». |

## Турнірні результати

### Чемпіонати України
Ісаак Болеславський зіграв у трьох фінальних турнірах чемпіонатів України, набравши загалом 38 очок із 49 можливих (+32-5=12).
| Рік  | Місто           | Турнір                 | +  | − | = | Результат | Місце |
| ---- | --------------- | ---------------------- | -- | - | - | --------- | ----- |
| 1938 | Київ            | 10-й чемпіонат України | 12 | 3 | 2 | 13 з 17   | Gold  |
| 1939 | Дніпропетровськ | 11-й чемпіонат України | 10 | 1 | 4 | 12 з 15   | Gold  |
| 1940 | Київ            | 12-й чемпіонат України | 10 | 1 | 6 | 13 з 17   | Gold  |

### Чемпіонати СРСР
Ісаак Болеславський зіграв в 11-ти фінальних турнірах чемпіонатів СРСР, набравши загалом 117½ очка із 201 можливого (+62-28=111).
| Рік  | Місто          | Турнір                                 | + | − | =  | Результат | Місце   |
| ---- | -------------- | -------------------------------------- | - | - | -- | --------- | ------- |
| 1940 | Москва         | 12-й чемпіонат СРСР                    | 7 | 3 | 9  | 11½ з 19  | 5 — 6   |
| 1944 | Омськ          | Півфінал 13-го чемпіонату СРСР         |   |   |    | 8 з 13    | 3 — 4   |
|      | Москва         | 13-й чемпіонат СРСР                    | 6 | 2 | 8  | 10 з 16   | Bronze  |
| 1945 | Ленінград      | Півфінал 14-го чемпіонату СРСР         |   |   |    | 10½ з 15  | 1       |
|      | Москва         | 14-й чемпіонат СРСР                    | 9 | 2 | 6  | 12 з 17   | Silver  |
| 1947 | Ленінград      | 15-й чемпіонат СРСР                    | 7 | 0 | 12 | 13 з 19   | Silver  |
| 1949 | Москва         | 17-й чемпіонат СРСР                    | 6 | 2 | 11 | 11½ з 19  | 5 — 7   |
| 1950 | Москва         | 18-й чемпіонат СРСР                    | 5 | 4 | 8  | 9 з 17    | 7 — 10  |
| 1951 | Свердловськ    | Півфінал 19-го чемпіонату СРСР         |   |   |    | 12½ з 19  | 3 — 4   |
| 1952 | Москва         | 20-й чемпіонат СРСР                    | 8 | 4 | 7  | 11½ з 19  | 4 — 5   |
| 1954 | Горький        | Півфінал 22-го чемпіонату СРСР         | 6 | 2 | 12 | 12 з 20   | 6 — 7   |
| 1955 | Рига           | Півфінал 23-го чемпіонату СРСР         |   |   |    | 10½ з 18  | 6 — 8   |
| 1956 | Ленінград      | 23-й чемпіонат СРСР                    | 5 | 4 | 8  | 9 з 17    | 8       |
|      | Харків         | Півфінал 24-го чемпіонату СРСР         | 5 | 0 | 13 | 11½ з 18  | 1 — 3   |
| 1957 | Москва         | 24-й чемпіонат СРСР                    | 4 | 2 | 15 | 11½ з 21  | 9       |
|      | Мінськ         | Зональний турнір 25-го чемпіонату СРСР | 8 | 0 | 11 | 13½ з 19  | 2 — 3   |
|      | Київ           | Півфінал 25-го чемпіонату СРСР         | 5 | 1 | 13 | 11½ з 19  | 3 — 5   |
| 1958 | Рига           | 25-й чемпіонат СРСР                    | 3 | 2 | 13 | 9½ з 18   | 9 — 11  |
| 1960 | Ростов-на-Дону | Півфінал 28-го чемпіонату СРСР         |   |   |    | 11½ з 17  | 2 — 3   |
| 1961 | Москва         | 28-й чемпіонат СРСР                    | 2 | 3 | 14 | 9 з 19    | 12 — 13 |

### Чемпіонати інших радянських республік
| Рік  | Місто       | Турнір                         | +  | − | = | Результат | Місце  |
| ---- | ----------- | ------------------------------ | -- | - | - | --------- | ------ |
| 1946 | Свердловськ | Чемпіонат РСФРР                |    |   |   | 9 з 11    | Gold   |
| 1952 | Мінськ      | 18-й чемпіонат Білоруської РСР |    |   |   | 10 з 13   | — 2    |
| 1955 | Мінськ      | 21-й чемпіонат Білоруської РСР | 7  | 0 | 6 | 10 з 13   | Silver |
| 1957 |             | 23-й чемпіонат Білоруської РСР | 11 | 1 | 3 | 12½ з 15  | Silver |
| 1959 | Мінськ      | 25-й чемпіонат Білоруської РСР |    |   |   | 12 з 15   | Silver |
| 1960 | Вітебськ    | 26-й чемпіонат Білоруської РСР | 10 | 0 | 6 | 13 з 16   | Silver |
| 1961 | Мінськ      | 27-й чемпіонат Білоруської РСР | 8  | 0 | 8 | 12 з 16   | Silver |
| 1964 | Мінськ      | 30-й чемпіонат Білоруської РСР | 11 | 1 | 3 | 12½ з 15  | Gold   |
| 1965 | Самарканд   | Чемпіонат Узбецької РСР        | 13 | 0 | 2 | 14 з 15   | Gold   |
| 1968 | Гомель      | 34-й чемпіонат Білоруської РСР |    |   |   | 8 з 12    | Bronze |

### Інші турніри та матчі
| Рік         | Місто              | Турнір                                                                | + | − | =  | Результат | Місце       |
| ----------- | ------------------ | --------------------------------------------------------------------- | - | - | -- | --------- | ----------- |
| 1939        | Ростов-на-Дону     | Всесоюзний турнір кандидатів у майстри (група 3)                      | 8 | 4 | 1  | 8½ з 13   | 3           |
| 1941        | Ленінград — Москва | Матч-турнір на звання абсолютного чемпіона СРСР                       | 4 | 6 | 10 | 9 з 20    | 4           |
| 1942        | Свердловськ        | Турнір радянських шахістів                                            | 3 | 3 | 5  | 5½ з 11   | 4 — 6       |
|             | Куйбишев           | Турнір радянських шахістів                                            | 8 | 1 | 2  | 9 з 11    | 1           |
| 1943        | Куйбишев           | Турнір радянських шахістів                                            |   |   |    | 7½ з 10   | 1           |
|             | Свердловськ        | Турнір радянських шахістів                                            | 3 | 3 | 8  | 7 з 14    | 5           |
| 1945        |                    | Радіоматч СРСР — США (3-тя шахівниця, проти Р. Файна)                 | 1 | 1 | 0  | 1½ з 2    |             |
| 1946        |                    | Радіоматч СРСР — Велика Британія (3-тя шахівниця, проти Г. Ґоломбека) | 0 | 0 | 2  | 1 з 2     |             |
|             | Гронінген          | Міжнародний турнір                                                    | 8 | 5 | 6  | 11 з 19   | 6 — 7       |
|             | Москва             | Матч СРСР — США (4-та шахівниця, проти І. А. Горовіца)                | 0 | 0 | 2  | 1 з 2     |             |
| 1947        | Варшава            | Міжнародний турнір                                                    | 4 | 1 | 4  | 6 з 9     | 2 — 5       |
|             | Пярну              | Турнір радянських шахістів                                            | 5 | 2 | 6  | 8 з 13    | 4 — 6       |
|             | Москва             | Меморіал Михайла Чигоріна                                             | 6 | 1 | 8  | 10 з 15   | 3 — 4       |
|             | Лондон             | Матч Велика Британія — СРСР (4 шахівниця, проти Дж. Томаса)           | 2 | 0 | 0  | 2 з 2     |             |
| 1948        | Ленінград          | Командний чемпіонат СРСР (збірна РСФРР, 1 шахівниця)                  | 3 | 1 | 2  | 4 з 6     | 3 (ком)     |
|             | Стокгольм          | Міжзональний турнір                                                   | 6 | 1 | 12 | 12 з 19   | 3           |
| 1949        | Одеса              | Першість ЦР ДСТ «Більшовик»                                           |   |   |    | 12 з 17   | 3 — 4       |
| 1950        | Будапешт           | Турнір претендентів                                                   | 6 | 0 | 12 | 12 з 18   | 1 — 2       |
|             | Москва             | Додатковий матч за 1 місце проти Д. Бронштейна                        | 2 | 3 | 6  | 6½ : 7½   | 2           |
| 1951        | Тбілісі            | Командний чемпіонат СРСР (1 шахівниця)                                |   |   |    | 3 з 5     | 1 — 2 (інд) |
| 1953        | Бухарест           | Міжнародний турнір                                                    | 6 | 1 | 12 | 12 з 19   | 4 — 6       |
|             | Гагра              | Тренувальний турнір радянських гросмейстерів                          | 3 | 1 | 5  | 5½ з 9    | 3           |
|             | Цюрих              | Турнір претендентів                                                   | 4 | 5 | 19 | 13½ з 28  | 10 — 11     |
| 1954        | Буенос-Айрес       | Матч Аргентина — СРСР (проти Карлоса Гімара)                          | 1 | 1 | 2  | 2 з 4     |             |
|             | Монтевідео         | Матч Уругвай — СРСР (проти Масоеро та Х. Корраля)                     | 2 | 0 | 0  | 2 з 2     |             |
|             | Париж              | Матч Франція — СРСР (проти Жака Планте)                               | 1 | 0 | 1  | 1½ з 2    |             |
|             | Лондон             | Матч Велика Британія — СРСР (проти Вільяма Ферхерста)                 | 1 | 0 | 1  | 1½ з 2    |             |
|             | Стокгольм          | Матч Швеція — СРСР (проти Улофа Стернера)                             | 2 | 0 | 0  | 2 з 2     |             |
| 1955        | Варшава — Краків   | Матч Польща — Білоруська РСР (проти Богдана Сливи)                    | 2 | 0 | 2  | 3 з 4     |             |
|             | Лодзь              | Матч Польща — СРСР (4 шахівниця, проти Альфреда Тарновського)         | 2 | 0 | 0  | 2 з 4     |             |
|             | Ворошиловград      | Командний чемпіонат СРСР (1 шахівниця)                                |   |   |    | 4 з 7     | 7 (інд)     |
| 1956        | Москва             | Фінал всесоюзного масового турніру                                    |   |   |    | 8 з 11    | 2 — 5       |
|             | Белград            | Матч Югославія — СРСР                                                 | 1 | 0 | 7  | 4½ з 8    |             |
| 1957        | Мінськ             | Матч Білоруська РСР — Польща (проти Богдана Сливи)                    | 1 | 0 | 1  | 1½ з 2    |             |
|             | Мінськ             | Тренувальний турнір                                                   |   |   |    | 6 з 10    | 5           |
|             | Ленінград          | Матч СРСР — Югославія                                                 | 3 | 0 | 2  | 4 з 5     |             |
|             | Відень             | Командний чемпіонат Європи (10 шахівниця)                             | 1 | 0 | 4  | 3 з 5     | (ком) (інд) |
|             | Мінськ             | Матч Білоруська РСР — Угорщина (1 шахівниця, проти Гедеона Барци)     | 1 | 1 | 0  | 1 з 2     |             |
| 1958        | Загреб             | Матч Югославія — СРСР (5 шахівниця, проти Петара Трифуновича)         | 0 | 0 | 4  | 2 з 4     |             |
|             | Київ               | Чемпіонат Києва                                                       | 3 | 1 | 9  | 7½ з 13   | 5           |
| 1959        | Москва             | Матч Москва — Білоруська РСР (1 шахівниця, проти Василя Смислова)     | 1 | 0 | 1  | 1½ з 2    |             |
|             | Москва             | 2-га спартакіада народів СРСР (Білоруська РСР, 1 шахівниця)           |   |   |    | 6 з 9     |             |
| 1960        | Гамбург            | Матч ФРН — СРСР                                                       | 4 | 0 | 3  | 5½ з 7    |             |
|             | Ленінград          | Командний чемпіонат СРСР (2 шахівниця)                                |   |   |    | 3 з 5     |             |
| 1961        | Дебрецен           | Меморіал Лайоша Асталоша                                              | 6 | 0 | 7  | 9½ з 13   | 1 — 2       |
|             | Москва             | Командний чемпіонат СРСР                                              |   |   |    | 3½ з 5    |             |
| 1962        | Ленінград          | Командний чемпіонат СРСР                                              |   |   |    | 4½ з 8    |             |
|             | Гаага              | Матч Нідерланди — СРСР (проти Карел Ван ден Берга)                    | 1 | 0 | 1  | 1½ з 2    |             |
| 1963        | Харків             | Спартакіада студентів (1 шахівниця)                                   |   |   |    | 5½ з 7    |             |
|             | Москва             | 3-тя спартакіада народів СРСР (Білоруська РСР, 1 шахівниця)           |   |   |    | 5½ з 9    |             |
|             | Стокгольм          | Міжнародний турнір                                                    | 6 | 0 | 2  | 7 з 8     |             |
| 1964        | Москва             | Першість ВЦРПС                                                        | 4 | 1 | 10 | 9 з 15    | 3 — 4       |
|             | Москва             | Командний чемпіонат СРСР (4 шахівниця)                                |   |   |    | 4½ з 6    |             |
|             | Мінськ             | Матч Білоруська РСР — НДР (1 шахівниця, проти Вольфганга Ульманна)    | 0 | 1 | 1  | ½ з 2     |             |
| 1965        | Берлін             | Матч НДР — Білоруська РСР (2 шахівниця)                               |   |   |    | 3 з 4     |             |
|             | Москва             | Спартакіада ВЦРПС                                                     |   |   |    | 4 з 7     |             |
|             | Гамбург            | Командний чемпіонат Європи (10 шахівниця)                             | 4 | 0 | 2  | 5 з 6     | (ком) (інд) |
| 1966        | Мінськ             | Командна першість ЗВО                                                 |   |   |    | 9 з 12    | 1 (інд)     |
|             | Москва             | Тренувальний турнір радянських гросмейстерів                          | 4 | 3 | 3  | 5½ з 10   | 2           |
| 1967        | Берлін             | Матч НДР — Білоруська РСР                                             |   |   |    | 1½ з 4    |             |
|             | Москва             | 4-та спартакіада народів СРСР (Білоруська РСР, 2 шахівниця)           | 2 | 0 | 8  | 6 з 10    |             |
| 1968        | Мінськ             | Матч Білоруська РСР — НДР                                             |   |   |    | 2 з 4     |             |
|             | Рига               | Командний чемпіонат СРСР (3 шахівниця)                                | 6 | 0 | 4  | 8 з 10    | 1 (інд)     |
| 1969        | Берлін             | Матч НДР — Білоруська РСР                                             | 1 | 1 | 2  | 2 з 4     |             |
|             | Грозний            | Командний чемпіонат СРСР (3 шахівниця)                                | 0 | 1 | 6  | 3 з 7     |             |
| 1970 / 1971 | Мінськ             | Меморіал Олексія Сокольського                                         | 4 | 3 | 7  | 7½ з 14   | 5 — 6       |